# 方天丰
方天丰（1962年7月28日—），中国山西省太原市人，中国棋院围棋职业八段。
方1973年开始学棋，1982年被中国围棋协会授予四段，1989年升为八段。1985年夺得全国围棋个人赛男子组冠军。1986年“翔远杯”快棋赛冠军。1995年进入第6届棋王赛四强。
与徐莹五段一起担任清华大学及北京大学《围棋与中国文化》课程老师，在中国石油大学（北京）和北京科技大学担任《围棋与中国文化》和《围棋初级弈理》课程老师。

## 国际比赛成绩
2016年11月，方天丰在第1届新奥杯本赛中连胜世界冠军古力和中国小将舒一笑，爆冷进入16强。后负于韩国棋手申真谞。